# Goal Storm
Goal Storm (conosciuto in Giappone come World Soccer Winning Eleven) è un videogioco calcistico sviluppato e pubblicato da Konami nell'anno 1995 in Giappone e in America del Nord e un anno dopo in Europa. Il gioco uscì solo per PlayStation.
Le modalità di gioco disponibili sono: Hyper Cup Mode, Exhibition Mode, Key Configuration e Options mode; è possibile modificare il livello di difficoltà e le condizioni del campo di gioco. Il gioco presenta 26 squadre nazionali, senza giocatori reali. I critici hanno generalmente elogiato il gioco per la sua grafica poligonale fluida e i controlli intuitivi.